# بيندولول
بيندولول وهو أحد حاصرات المستقبل بيتا الودي.

## التاريخ والتوفر
كان أول اسم التجاري له هو Visken, ويوجد الآن بأسماء تجارية أخرى.
وتعد شركة ساندوز الشركة التي اخترعت الدواء وبدأت في توزيعه في عام 1966 وكان متوفرا في الولايات المتحدة منذ عام 1977.

## الاستعمالات
يستعمل بيندولول في الولايات المتحدة وكندا وأوروبا في علاج فرط ضغط الدم، كما يستعمل لعلاج الذبحة الصدرية لكن خارج الولايات المتحدة. عندما يستعمل بيندولول وحده في علاج فرط ضغط الدم فإنه يخفض ضغط الدم وسرعة القلب، لكن الأدلة لا تدعم هذه الاستعمال والدؤاسات المنشورة حول هذا الاستعمال شملت مجموعات صغيرة.
كما يستعمل في بعض البلدان في علاج اضطراب النظم القلبي والوقاية من الكرب الحاد.